# Peillonnex
Peillonnex település Franciaországban, Haute-Savoie megyében. Lakosainak száma 1363 fő (2022. január 1.). Peillonnex Contamine-sur-Arve, Faucigny, Marcellaz, Saint-Jean-de-Tholome, La Tour, Ville-en-Sallaz és Viuz-en-Sallaz községekkel határos.

## Népesség
A település népességének változása:
| Lakosok száma | 1391 | 1390 | 1443 | 1400 | 1391 | 1381 | 1371 | 1363 | 1363 |
|               | 2013 | 2015 | 2016 | 2017 | 2018 | 2019 | 2020 | 2021 | 2022 |